# Шпренгель, Герман Йохан Филипп
Герман Йоханн Филипп Шпренгель (нем. Hermann Johann Philipp Sprengel)
(29 августа 1848 года, Шиллерслаг, близ Ганновера, Германия — 14 января 1906 года, Лондон) — немецкий физик и химик, изобретатель вакуумного насоса Шпренгеля. Разработал класс взрывчатых материалов, известных как взрывчатые вещества Шпренгеля, открыл взрывчатые свойства пикриновой кислоты. Разработал пикнометр и методики его использования. Жил и работал в Оксфорде и Лондоне. Член Лондонского королевского общества.

## Биография
Герман Шпренгель — второй сын ганноверского землевладельца Георга Шпренгеля (нем. George Sprengel). Начальное образование получил в Ганновере, затем учился в Гёттингенском и Гейдельбергском университетах. Окончил Гейдельбергский университет, в 1858 году защитил докторскую диссертацию по химии под руководством Р. В. Бунзена и в 1859 году уехал в Лондон. В Лондоне и Оксфорде проработал всю оставшуюся жизнь.
С 1859 до 1862 года работал ассистентом у Бенджамина Броди в Оксфорде. С 1862 по 1864 год работал в химических лабораториях Королевского Колледжа Химии и Госпиталя Св. Варфоломея в Лондоне. С 1865 по 1870 работал на фабрике Томаса Фармера по производству серной и азотной кислот в Кеннингтоне. В дальнейшем занимался самостоятельными работами по созданию и патентованию своих разработок.
В 1865 году разработал вакуумный насос, нашедший широкое применение в развитии техники XIX века.
В 1871 году запатентовал новый класс взрывчатых веществ, получивших наименование взрывчатые вещества Шпренгеля
В 1873 году доказал, что пикриновая кислота является мощным взрывчатым веществом и разработал способ инициирования её детонации с помощью капсюля-детонатора. Это открытие вызвало быстрое развитие технологий и применения новых мощных взрывчатых веществ.
В 1873 разработал пикнометр и методы его применения для определения физических свойств различных материалов.